# Hanne Dreyer
Hanne Dreyer (1971) è un'ex sciatrice alpina norvegese.

## Biografia
Specialista delle prove tecniche, la Dreyer debuttò in campo internazionale in occasione dei Mondiali juniores di Zinal 1990; prese per l'ultima volta il via in Coppa Europa il 25 gennaio 1995 a Bardonecchia in slalom gigante, senza completare la prova, e si ritirò al termine di quella stessa stagione 1994-1995: la sua ultima gara fu uno slalom speciale FIS disputato il 9 aprile a Storklinten. Non debuttò in Coppa del Mondo né prese parte a rassegne olimpiche o iridate.

## Palmarès

### Campionati norvegesi
- 4 medaglie (dati dalla stagione 1989-1990):
  - 1 oro (slalom speciale[1] nel 1990)
  - 2 argenti (slalom speciale[senza fonte] nel 1991; combinata[senza fonte] nel 1994)
  - 1 bronzo (supergigante[senza fonte] nel 1991)